# Норман Ейнджъл
Сър Ралф Норман Ейнджъл (на английски: Ralph Norman Angell) е английски писател, публицист, журналист и парламентарист лейбърист. Член на Изпълнителния комитет на Обществото на народите и на Националния мирен съвет. Носител на Нобелова награда за мир за 1933 г.

## Произход и образование (1872 – 1891)
Роден е на 26 декември 1872 година в Холбийч, Линкълншър, Англия, седмо дете в семейството на преуспяващия земевладелец Томас Ейнджъл-Лейн и Мери Ан Бритън. След като завършва подготвително училище Ейнджъл е изпратен в лицей „Св. Омер“ в Северна Франция. Там на 12-годишна възраст се запознава за първи път с „Есе за свободата“ на Джон Стюърт Мил, чието красноречие му прави силно впечатление.
Като прави избор в полза на радикалните идеи, на 15 години Ейнджъл заминава в Женева и живее в приют, предимно населен от революционери и политически емигранти. Там той редактира англоезичен вестник, който излиза два пъти в месеца и посещава лекции в Женевския университет. През 1891 г. напуска Швейцария, без да е завършил образованието си. Като живее известно време в Англия, той получава от баща си 50 фунта стерлинги и заминава за САЩ.

## Журналистическа и научна дейност (1891 – 1914)
В продължение на седем години Ейнджъл работи на различни места като каубой, златотърсач, пощальон. В Калифорния се опитва да получи участък земя, но неуспешно. След това се заема с журналистика, като работи по поръчка за всекидневниците „Сен Луи глоб демократ“, „Сан Франциско Кроникъл“ и други.
През 1898 г. Ейнджъл се връща в Англия, за да уреди семейните си дела. След това заминава за Париж, където си изкарва прехраната с репортажи за делото Драйфус. През следващата година става редактор на парижкия англоезичен вестник „Дейли месинджър“. Неговите бележки за Испано-американската война, за делото Драйфус и за Англо-бурската война го подтикват да напише първата си книга „Патриотизъм под три флага: в защита на рационализма в политиката“ (на английски: Patriotism Under Three Flags: A Plea for Rationalism in Politics, 1903 г.). Една година по-късно приема предложението на английския вестникарска магнат лорд Нортклиф (Алфред Хармсуърт) да редактира парижкото издание на „Дейли Мейл“. Тази длъжност разширява значително кръгозора на Ейнджъл в международните дела.
През 1909 г. Ейнджъл издава за своя сметка малката книга „Оптическата илюзия на Европа“ (на английски: Europe's Optical Illusion), в която изследва икономическите корени на войната. Книгата прави такова впечатление на лорд Ъшър (Реджинълд Брет), влиятелен държавен деец и историк, че той разпраща 200 екземпляра на свои познати в Европа. Следващото издание със заглавие „Великата илюзия“ (на английски: The Great Illusion) се разпродава в двумилионен тираж като книгата е преведена на 25 езика. Във „Великата илюзия“ той разкрива, че икономическият разцвет в резултат от войните не е нищо друго освен мираж. В епохата на икономическа взаимна зависимост не може да се очакват изгоди от войната: като обогатява агресора, тя заплашва и победители, и победени с разрушаване на международната търговия и кредит. Нещо повече, отбелязва Ейнджъл, репарационните плащания винаги сеят семената на бъдещи конфликти.
През 1912 г. Ейнджъл напуска „Дейли Мейл“, но и след това непрекъснато пише в него въпреки идеологическите си несходства с консерватора Нортклиф. През следващата година няколко приятели на Ейнджъл, за да пропагандират неговите възгледи, основават периодичното издание „Война и мир“. Доста често той пише и за американски списания, особено за „Нова република“.

## Политическа и обществена дейност (1914 – 1958)
Когато през август 1914 г. започва Първата световна война и Ейнджъл, заедно с Рамзи Макдоналд, Ч. Тревелян и други, организира Съюза за демократичен контрол, чиято задача е да осъществява обществено наблюдение върху външната политика на правителството. По време на войната Ейнджъл изказва идеята за постоянна съобщност на нациите за защита на международния мир и на международната сигурност. Тази идея звучи не един път по време на негови лекции и оказва въздействие върху президента Удроу Уилсън във връзка с неговия проект за Обществото на народите.
Ейнджъл присъства на Парижката мирна конференция през 1919 г. и е силно разочарован от условията на Версайския договор, които се разминават с надеждите, изказани във „Великата илюзия“. Той става заместник-председател на комитет, който иска от съюзните държави по-справедливи мирни условия. Ейнджъл основава също така движението „Срещу глада“, което се занимава с доставка на продукти, медикаменти и дрехи за децата от Централна Европа, изпитващи чудовищни лишения в следвоенните години. В своите статии и книги той продължава анализа на съвременното положение в света. В „Плодовете на победата“ (на английски: The Fruits of Victory, 1921 г.) Ейнджъл отбелязва, че опасенията във „Великата илюзия“ са се оказали основателни. В „Невидимите убийци“ (на английски: The Unseen Assassins, 1933 г.) разкрива пагубния ефект на империализма, национализма и патриотизма. Изобретява игра за маса, която показва нагледно принципите на икономиката и кредита.
През 1920 г. Ейнджъл издига за първи път своята кандидатура за парламента от името на Лейбъристката партия в Нотингамшър. Едва четвъртият опит през 1929 г. му донася място в Камарата на общините от окръг Северен Брадфорд, но през 1931 г. Ейнджъл напуска парламента, убеден, че може да допринесе повече полза като писател и оратор. По това време е посветен в рицарство, което е знак на признание за обществената му дейност.
Въпреки че е противник на войната Ейнджъл не се смята за пацифист. Въоръжените сили остават реалност, казва той, и „реалната задача се състои в това да бъдат организирани и ангажирани“. Той вярва, че системата за колективна сигурност, отворена за всички страни, сред които и фашистка Германия, ще помогне да се прекрати войната. Ейнджъл оспорва гледната точка на британските социалисти, че с войната може да се приключи едва след унищожаването на частната собственост.
Когато през 1935 г. Италия нахлува в Етиопия, Ейнджъл критикува остро неутралната позиция на британското правителство. По-късно започва безкомпромисна война с политиката на умиротворяване на Хитлер, която провежда министър-председателят Невил Чембърлейн. Според Ейнджъл тази политика все едно казва на агресора: „Убивай често, но бързо – ще излезеш сух от водата“. Като предвижда, че „Европа ще премине напълно под контрола на Хитлер“, той иска от правителството да отвори врати за бежанците евреи и сам приютява едно семейство в своя дом.
Когато Великобритания обявява война на Германия през септември 1939 г., Ейнджъл предлага своите услуги на Министерството на информацията, което го изпраща в САЩ, за да търси подкрепа за британските военни усилия. Той остава в Ню Йорк до 1951 г., чете лекции, преговаря с американски политически дейци, пише много.
След войната Ейнджъл пропагандира постепенно движение към световно правителство чрез Организацията на обединените нации, макар че я смята за по-малко ефективна от Обществото на народите. Силно го разочароват Корейската война и нездравата обстановка в САЩ по време на антикомунистическия кръстоносен поход на сенатора Джоузеф Маккарти.
Като се връща в Англия, Ейнджъл се установява във Фернхил, графство Съри. Там той продължава да работи над книги и статии, в които прозира загриженост относно антиколониализма и растящото влияние на народите от „третия свят“, чиито сепаратизъм и склонност към насилие заплашват международното сътрудничество, толкова много означаващо за него. Критикува все по-често Израел за терористични актове като убийството на граф Бернадот – посредник на ООН в палестинския конфликт. Като се опитва да помогне на палестинските бежанци, Ейнджъл се обръща към арабските групи в САЩ, но безуспешно.

## Последни години (1958 – 1967)
Здравето му все повече се влошава и Ейнджъл започва да изнася все по-малко лекции. През 1958 г. пада и си уврежда крака, а две години по-късно влиза в болница със счупено бедро, но намира в себе си сили да участва в Конференцията по намаляване на международното напрежение в Чикагския университет. През 1961 г. е постигната договореност за предаване на архива на Ейнджъл в педагогическия колеж „Бол стейт“ (днес университет) в Манси, щат Индиана. За последен път Ейнджъл отива в САЩ през 1966 г., когато предава архива официално и приема почетна юридическа степен.
Умира на 7 октомври 1967 година в частна лечебница в Кройдън, графство Съри, на 94-годишна възраст.

## Семейство
През 1898 г. Ейнджъл се жени за Беатрис Кювелие от Ню Орлиънс. Личният му живот е забулен в тайна, но има основание да се смята, че съпругата му е била доста лекомислена жена. Ейнджъл се разделя с нея през 1914 г., но продължава да я подпомага до смъртта ѝ през 1955. Двамата нямат деца.

## Творчество
През 1909 г. е публикувана книгата му „Оптическата илюзия на Европа“, чието допълнено издание от следващата година е „Великата илюзия“. Основна теза на Ейнджъл е, че интеграцията на икономиките на европейските държави се е развила до степен, при която войната между тях би била напълно безполезна. Според него икономическата свързаност означава, че войната ще бъде унищожителна за всеки, който се включи в нея. Войната, пише Ейнджъл, „принадлежи на един отминал стадий на развитие“. Според Уолтър Ръсел Мийд „Великата илюзия“ вероятно е най-големият бестселър в областта на международните отношения. Продажбите ѝ намаляват след началото на Първата световна война, но през 30-те години на ХХ век излизат нови издания.

### Съчинения
- Patriotism under Three Flags: A Plea for Rationalism in Politics (1903)
- Europe's Optical Illusion.   London, UK, Simpkin, Marshall, Hamilton, Kent & Co., 1909.
- The Great Illusion: A Study of the Relation of Military Power in Nations to their Economic and Social Advantage //  .   New York, G.P. Putnam's & Sons, 1910.
- Peace Theories and the Balkan War (First ed.), London, UK: Horace Marshall & Son, 1912
- The Foundations of International Polity.   London, UK, William Heinemann, 1914. с. 235.
- America and the New World-State. A Plea for American Leadership in International Organization.   New York & London, UK, G.P. Putnam's & Sons, 1915.
- The Problems of the War – & the Peace: A Handbook for Students.   London, UK, William Heinemann, 1915. с. 99.
- The World's Highway (1916)
- The Dangers of Half Preparedness (1916)
- War Aims: The Need for a Parliament of the Allies (1917)
- Why Freedom Matters (1917)
- The Political Conditions of Allied Success: A Protective Union of the Democracies (1918)
- The Treaties and the Economic Chaos (1919)
- The British Revolution and the American Democracy (1919)
- The Fruits of Victory (1921)
- The Press and the Organization of Society (1922)
- If Britain is to Live (1923)
- Foreign Policy and Human Nature (1925)
- Must Britain Travel the Moscow Road? (1926)
- The Public Mind: Its Disorders: Its Exploitation (1927)
- The Money Game: Card Games Illustrating Currency (1928)
- The Story of Money.   Garden City, NY, Garden City Pub. Co., 1929. Посетен на 12 декември 2012.
- Can Governments Cure Unemployment? (1931, with Harold Wright)
- From Chaos to Control (1932)
- The Unseen Assassins (1932)
- The Great Illusion—1933 (1933)
- The Menace to Our National Defence (1934)
- Preface to Peace: A Guide for the Plain Man (1935)
- The Mystery of Money: An Explanation for Beginners (1936)
- This Have and Have Not Business: Political Fantasy and Economic Fact (1936)
- Raw Materials, Population Pressure and War (1936)
- The Defence of the Empire (1937)
- Peace with the Dictators? (1938)
- Must it be War? (1938)
- The Great Illusion—Now (1939)
- For What do We Fight? (1939)
- You and the Refugee (1939)
- Why Freedom Matters (1940)
- America's Dilemma (1941)
- Let the People Know (1943)
- The Steep Places (1947)
- After All: The Autobiography of Norman Angell (1951)